# Armada nilotica
Armada nilotica är en fjärilsart som beskrevs av Bang-haas 1912. Armada nilotica ingår i släktet Armada och familjen nattflyn. Inga underarter finns listade i Catalogue of Life.